# 竹芝埠頭
竹芝埠頭（たけしばふとう）は、東京都港区海岸に所在する東京港の旅客ターミナルの1つである。係留数1585隻（港内3位）、総トン数337万4918トン（港内7位）、取り扱い貨物8万8943トン（港内21位）。

## 施設
竹芝埠頭は隅田川の河口部にある埠頭である。竹芝埠頭には北東に向かって465メートルの岸壁があり、南からN、O、Pと呼ばれる3つのバースが設けられている。それぞれのバースは総トン数5000トン級に対応している。
竹芝埠頭は再開発によってホテルやオフィスビル、緑地（旧都立竹芝ふ頭公園）を併設した竹芝客船ターミナルが設けられている。
竹芝埠頭からは東海汽船の神津島・八丈島行きや小笠原海運の父島行き、東京湾納涼船や東京ヴァンテアンクルーズなどの遊覧船が出航する。

## 竹芝小型船発着所
竹芝埠頭の南側には渋谷川の河口部である古川に面して竹芝小型船発着所があり、東京都港湾局の視察船「東京みなと丸」などが発着している。

## 周辺
竹芝埠頭の隣には日の出埠頭があり、対岸は月島埠頭がある。
- 竹芝駅

## アクセス
以下の鉄道駅より徒歩でアクセスが可能。
- 竹芝駅（ゆりかもめ） - 徒歩すぐ（当埠頭に隣接）
- 浜松町駅（山手線、京浜東北線） - 徒歩8分
- 大門駅（浅草線、大江戸線） - 徒歩11分

## 関連事項
- 東京テレポートセンター